# Queen: The Singles Collection Volume 1
Queen: The Singles Collection Volume 1 is een compilatiealbum van de Britse rockband Queen, uitgebracht in 2008. Hierop staan de eerste 13 singles die zijn uitgebracht in Engeland.

## Tracklist
Disc 1
1. "Keep Yourself Alive"
2. "Son and Daughter"

Disc 2
1. "Seven Seas of Rhye"
2. "See What a Fool I've Been"

Disc 3
1. "Killer Queen"
2. "Flick of the Wrist"

Disc 4
1. "Now I'm Here"
2. "Lily of the Valley"

Disc 5
1. "Bohemian Rhapsody"
2. "I'm In Love With My Car"

Disc 6
1. "You're My Best Friend"
2. "'39"

Disc 7
1. "Somebody to Love"
2. "White Man"

Disc 8
1. "Tie Your Mother Down"
2. "You and I"

Disc 9
1. "Good Old-Fashioned Lover Boy"
2. "Death on Two Legs (Dedicated to...)"
3. "Tenement Funster"
4. "White Queen (As It Began)"

Disc 10
1. "We Are the Champions"
2. "We Will Rock You"

Disc 11
1. "Spread Your Wings"
2. "Sheer Heart Attack"

Disc 12
1. "Bicycle Race"
2. "Fat Bottomed Girls"

Disc 13
1. "Don't Stop Me Now"
2. "In Only Seven Days"